# Linden (Guyana)

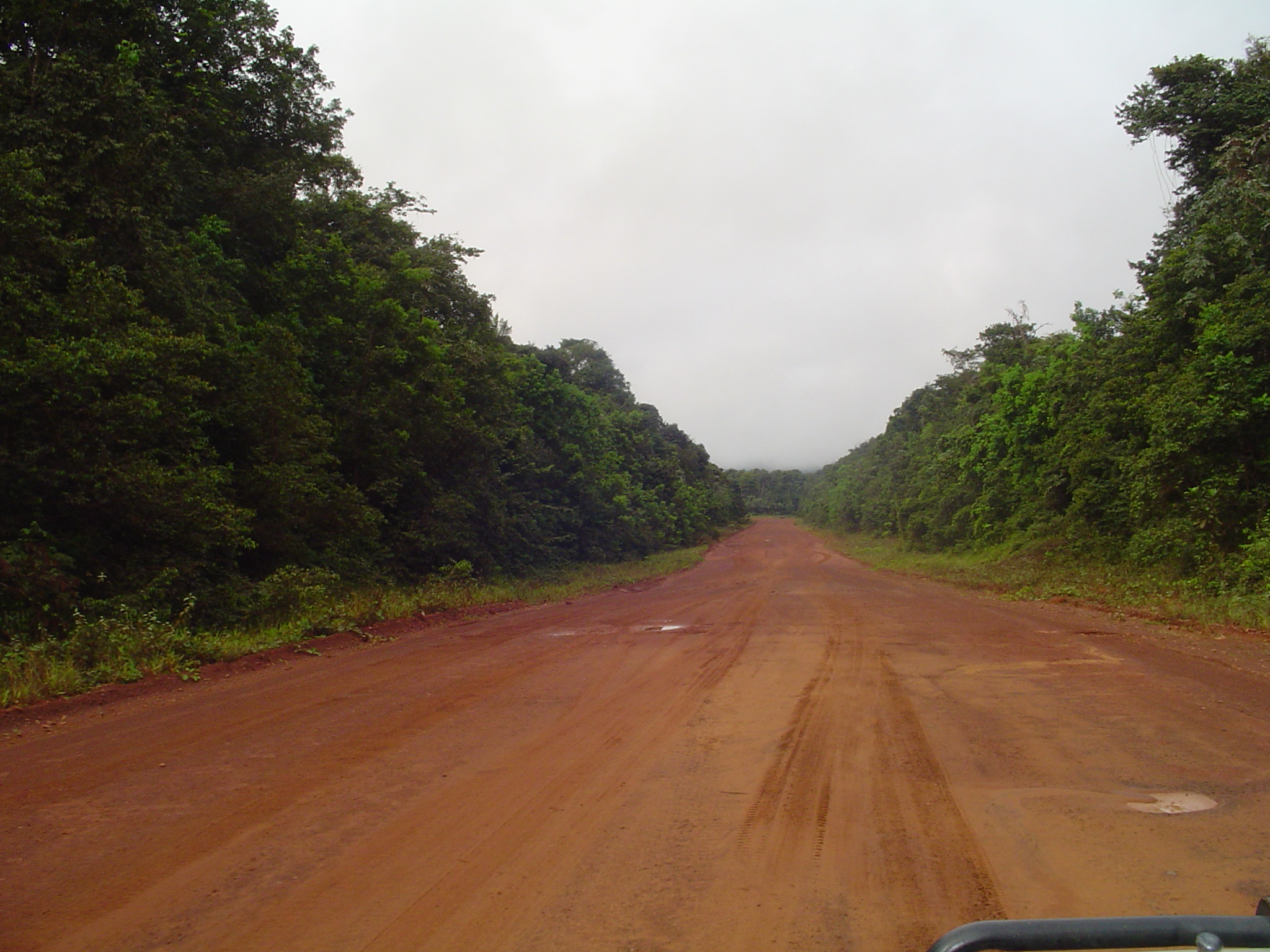
Carretera a Mabura, al sur de Linden.

Linden es una ciudad de Guyana, capital de la región de Alto Demerara-Berbice. 
Construida a una altitud de 48 metros sobre el nivel del mar, fue declarada ciudad en 1970, e incluye las comunidades de MacKenzie y de Wismar. Está en la ribera del río Demerara. Es sobre todo una ciudad que explota la bauxita. Además, es la segunda ciudad más grande de Guyana, después de Georgetown, la capital.

## Historia
La ciudad se formó a partir de tres villas cercanas, Wismar, MacKenzie y Christianburg, unificadas en 1970 y bautizadas como Linden por el entonces presidente de Guyana, Linden Forbes Sampson Burnham.

## Educación
Linden no posee universidad, ya que la Universidad de Guyana se ubica en Turkeyen, en los suburbios de Georgetown.
Las escuelas secundarias incluyen la Mackenzie High School, fundada en 1946. 

## Demografía
Según censo de población 2002 contaba con 29 298 habitantes. La estimación 2010 refiere a 30 656 habitantes.

## Economía
La economía de Linden se basa principalmente en la extracción de bauxita, debido a que la ciudad contiene numerosas minas de dicho mineral. Hoy en día, muchas de sus minas se encuentran en desuso. La historia de minera de la ciudad comenzó en 1916, fundandose la empresa Demerara Bauxite Company Limited, filial de Aluminum Company of Canada Limited, con el objetivo de extraer bauxita. Desde un principio, la bauxita se extraía con palas, piquetas y mulas para evitar el sobrepeso. La bauxita se enviaba sin procesar en barcazas, que navegaban hasta amarraderos en el puerto de Georgetown. Hasta ahora, este proceso sigue siendo similar.[cita requerida]
Población económicamente activa
| Dato      | Funcionarios | Profesionales y técnicos | Clero | Comercio y Servicios | Act. agrícolas | Act. industriales | Ocup. elementales | S/D  | Total  |
| --------- | ------------ | ------------------------ | ----- | -------------------- | -------------- | ----------------- | ----------------- | ---- | ------ |
| Población | 180          | 1283                     | 699   | 3829                 | 458            | 1065              | 1391              | 1802 | 10 707 |